# アントニア・モーリ
アントニア・モーリ（Antonia Caetana De Paiva Pereira Maury、1866年3月21日 - 1952年1月8日）は、アメリカ合衆国の女性天文学者。

## 生涯
ニューヨーク州のコールドスプリングに生まれた。祖父のジョン・ウィリアム・ドレイパー、叔父のヘンリー・ドレイパーはアメリカ合衆国の天文学の先駆者として知られている。
ヴァッサー大学を1887年に卒業した。ハーバード大学天文台の助手となり、天体のスペクトルを観測し、1897年に天体の分類の一覧表を発表した。ハーバード大学天文台の所長のエドワード・ピッカリングと分類法で対立して、ハーバード天文台を去った。アイナー・ヘルツシュプルングはモーリの結果をもとに、恒星の絶対等級とスペクトル型の分布図に一定の関係があることを見出したとされる 。
1908年に再びハーバード大学天文台に戻り、研究を行った。有名な業績は食変光星であること座β星のスペクトルの研究で、1933年に発表された。
1943年にアメリカ天文学会からアニー・J・キャノン賞を贈られた。なお、小惑星(3780)のモーリは、彼女の功績を称えて命名された。